# 23074 Саракірш
23074 Саракірш (23074 Sarakirsch) — астероїд головного поясу, відкритий 7 грудня 1999 року.
Тіссеранів параметр щодо Юпітера — 3,545.